# Rajd Wełtawy 1967
Rajd Wełtawy 1967 (8. Rally Vltava) – 8. edycja rajdu samochodowego Rajd Wełtawy rozgrywanego w Czechosłowacji. Rozgrywany był od 6 do 9 lipca 1967 roku. Była to dziesiąta runda Rajdowych Mistrzostw Europy w roku 1967 oraz trzecia runda Rajdowego Pucharu Pokoju i Przyjaźni w roku 1967.

## Klasyfikacja rajdu
| Miejsce                      | Kierowca                     | Pilot                        | Samochód                     | Czas                         | Strata                       |                              |
| Klasyfikacja generalna i ERC | Klasyfikacja generalna i ERC | Klasyfikacja generalna i ERC | Klasyfikacja generalna i ERC | Klasyfikacja generalna i ERC | Klasyfikacja generalna i ERC | Klasyfikacja generalna i ERC |
| ---------------------------- | ---------------------------- | ---------------------------- | ---------------------------- | ---------------------------- | ---------------------------- | ---------------------------- |
| 1.                           | Erik Carlsson                | Torsten Åman                 | Saab 96 V4                   | 30:18                        | 0.0                          |                              |
| 2.                           | Sobiesław Zasada             | Jerzy Dobrzański             | Porsche 912                  | 31:00                        | +42                          |                              |
| 3.                           | Václav Bobek                 | Jaroslav Vylít               | Škoda 1100 MB                | 32:43                        | +2:25                        |                              |
| 4.                           | Pat Moss-Carlsson            | Elisabeth Nyström            | Saab 96 V4                   | 34:56                        | +4:38                        |                              |
| 5.                           | Jaroslav Bobek               | Leo Hnatevič                 | Škoda 1100 MB                | 35:52                        | +5:3                         |                              |
| 6.                           | Vladimír Hubáček             | Vojtěch Rieger               | Renault 8 Gordini            | 41:03                        | +10:45                       |                              |
| 7.                           | Dieter Lambart               | Hans Vogt                    | Opel Kadett Coupé            | 41:52                        | +11:34                       |                              |
| 8.                           | Zdeněk Treybal               | Petr Štefek                  | Saab Monte Carlo 850         | 41:52                        | +11:34                       |                              |
| 9.                           | Franz Galle                  | Jochen Müller                | Trabant P601                 | 45:53                        | +15:35                       |                              |
| 10.                          | Eberhard Schmitthelm         | Walter Geltermair            | BMW 1602                     | 45:58                        | +15:40                       |                              |
| Klasyfikacja CoPaF           |                              |                              |                              |                              |                              |                              |
| 1.                           | Sobiesław Zasada ?           | Jerzy Dobrzański ?           | Porsche 912                  |                              |                              |                              |